# روبرت جينريك
روبرت إدوارد جينريك (من مواليد 9 يناير 1982) سياسي بريطاني شغل منصب وزير الدولة للهجرة منذ أكتوبر 2022.  شغل منصب وزير الدولة للصحة من سبتمبر إلى أكتوبر 2022. شغل منصب وزير الدولة للإسكان والمجتمعات والحكم المحلي من 2019 إلى 2021. عضو في حزب المحافظين ، وكان عضوًا في البرلمان (MP) عن نيوارك منذ عام 2014.
ولد جينريك في ولفرهامبتون ، والتحق بكلية سانت جون ، كامبريدج ، حيث قرأ التاريخ ، ثم في جامعة بنسلفانيا . وبعد ذلك درس القانون وأصبح محاميًا. انتخب لنيوارك في انتخابات فرعية عام 2014 بعد استقالة النائب المحافظ باتريك ميرسر بعد دفع أموال مقابل فضيحة الضغط.
من 2015 إلى 2018 ، كان جينريك السكرتير البرلماني الخاص لوزيرة العمل إستر ماكفي ، ووزيرا العدل مايكل جوف وليز تروس ، ووزيرة الداخلية آمبر رود. شغل منصب وزير الخزانة في وزارة الخزانة تحت إشراف وزير الخزانة فيليب هاموند من 2018 إلى 2019. تم تعيين جينريك وزير دولة للإسكان والمجتمعات والحكومة المحلية من قبل بوريس جونسون في يوليو 2019 ، وهو المنصب الذي شغله حتى سبتمبر 2021. وعاد إلى الحكومة في عهد ليز تروس عام 2022 كوزير دولة للصحة.

## حياة سابقة
ولد جينريك في ولفرهامبتون عام 1982. نشأ في شروبشاير بالقرب من بلدة لودلو ، و في هيريفوردشاير . 
التحق جينريك بمدرسة ولفرهامبتون النحوية قبل أن يقرأ التاريخ في كلية سانت جون ، كامبريدج ، وتخرج عام 2003.  كان محررًا إخباريًا في صحيفة فارسيتي الطلابية عام 2001.  كان زميل ثورون في العلوم السياسية بجامعة بنسلفانيا من 2003 إلى 2004. درس القانون بعد ذلك ، وحصل على دبلوم الدراسات العليا في القانون من كلية القانون في عام 2005 وأكمل دورة الممارسة القانونية في كلية الحقوق BPP في عام 2006.